# Badene kyrkplats
Badene kyrkplats, eller förmodade kyrkplats, ligger inom nuvarande Kvänums socken i Västergötland. Badene var en egen socken innan 1546.
I samband med äldre grustäkter på en höjd påträffades människoskelett nära Badene kungsgård. I fyndens närhet befanns en grundlämning i öst-västlig riktning vilket är den vanliga orienteringen av kyrkor. Av dessa anledningar företogs en provgrävning år 1969 i området omedelbart väster om kungsgårdens ladugård. Vid schaktning påträffades skelett och det var uppenbart att det rörde sig om gravar på en kyrkogård, Denna antas ha sin utsträckning under själva ladugården och möjligen vidare österut. 
Undersökning visade att grundlämningen mätte 17 X 6 meter utvändigt, men kan inte bekräftas vara en kyrkobyggnad. Daterbara fynd som påträffats är ett silvermynt från 1693 och en fajansskärva från Mariebergsfabriken, 1700-tal. Möjligen är det grunden till en ekonomibyggnad utan eldstad. 
Grunden består till stor del av ojämna gråstenar, men i norra delen av östra långsidan upptäcktes några fint lagda sandstenar. Dessa stenar är det enda som skulle tyda på en kyrkogrund. Men den ringa mängd murbruk och puts som man funnit i lämningen motsäger åtminstone att en stenkyrka skulle funnits där. Ändå måste en kyrka i den omedelbara närheten funnits. Den senare bebyggelsen på den lilla bergsryggen kan naturligtvis helt ha utplånat spåren av anläggningen. Denna finns heller inte angiven på någon av de gamla lantmäterikartorna.
Vid platsen är det rest en minnessten med inskriften: HÄR VARPLATSEN FÖR BADENE BY OCH KYRKA FRÅN MEDELTIDEN REST 1981.